# قطعنامه ۷۶۱ شورای امنیت
قطعنامه ۷۶۱ شورای امنیت سازمان ملل متحد که در تاریخ ۲۹ ژوئن ۱۹۹۲ تصویب شد، سندی بین‌المللی دربارهٔ بوسنی و هرزگوین است. این قطعنامه طی نشست ۳۰۸۷ام با ۱۵ رای موافق، ۰ مخالف و ۰ ممتنع تصویب شد.